# Vaszilij Danyilovics Pojarkov
Vaszilij Danyilovics Pojarkov (orosz nyelven: Василий Данилович Поярков, 1597 körül – 1668 után) az Amur-vidék első orosz felfedezője volt.
Az orosz terjeszkedés Szibériában a Szibir kánság 1582-es meghódításával kezdődött. 1639-re elérték a Csendes-óceánt 65 mérföldre délkeletre az Ulja folyó torkolatától. A Jenyiszej folyótól keletre kevés mezőgazdasági művelésre alkalmas földterület volt, kivéve Dauriát, a Sztanovoj-hegység és az Amur folyó közötti területet, amely névlegesen Kína ellenőrzése alatt állt. Pojarkovot ennek a földnek a felderítésére küldték.

## Életpályája
Vaszilij Danyilovics Pojarkov 1640-ben Jakutszkban élt mint pismenyij golova (nagyjából a feljegyzésekért és a levelezésért felelős).
1643 júniusában Pojarkov 133 emberrel elindult Jakutszkból. A jakutszki vajda, Péter Golovin küldte őket. Mivel fogalma sem volt a helyes útvonalról, Pojarkov a Léna, Aldan, Ucsur, Gonam folyókon haladt felfelé. A 64 átkelés miatt késve, kora télre érte el a Sztanovoj vízgyűjtőjét. 49 embert  telelni otthagyva, decemberben dél felé nyomult a hegyeken át, hogy elérje a Zeja folyó felső folyását a Daur-földön, ahol háziállatokkal, rendes házakkal és kínai kereskedelmi árukkal rendelkező földművesek földjét találta, akik adót fizettek a Kína meghódítását éppen megkezdő mandzsuknak. Téli erődöt épített az Umelkan folyó torkolatánál. Hogy a bennszülöttektől ellátmányt szerezzen, túlzott brutalitást alkalmazott, amivel kiváltotta ellenségeskedésüket, és megnehezítette az ellátmány megszerzését. Emberei fenyőkéregből, lopott élelmiszerből, kóbor erdei állatokból és bennszülött foglyokból éltek, akiket kannibalizáltak.
1644 tavaszára már csak negyven embere maradt életben. Most már a téeszes csapattal egyesülve nyomultak lefelé a Zeyán az Amurig. Mivel hírnevük megelőzte őket, számos rajtaütésen keresztül kellett leküzdeniük magukat az Amur mentén. Őszre elérték az Amur torkolatánál lévő Gilyak-országot. Ennyi ellenséggel a háta mögött Pojarkov úgy gondolta, hogy nem bölcs dolog ugyanazon az útvonalon visszatérni. Azon a télen csónakokat építettek, és a következő tavasszal az Ohotszki-tenger partján az Ulia folyóig dolgozták fel magukat, majd a következő telet az Ivan Moszkvityin által hat évvel korábban épített kunyhókban töltötték. A következő tavasszal követték Moskvitin útvonalát a Majja folyó mentén vissza Jakutszkba, ahová majdnem pontosan három évvel az indulásuk után érkeztek meg.
Mint oly sok orosz felfedező és telepes Szibériában, Pojarkov sem kapott jutalmat. A szibériai bennszülöttekkel szembeni brutális bánásmódja még a saját emberei között is ellenségeket szerzett. Jakutszk vajdája Moszkvába küldte, ahol bíróság elé állították, és ismeretlen sors várta. Bármit is gondoltak a hatóságok magáról Pojarkovról, az általa szolgáltatott információkkal elégedettek voltak.
A következő orosz expedíciót az Amurhoz Jerofej Habarov vezette 1650-ben.
Az 1963-ban épített Ledokol-4 jégtörőhajót 1996-ban Vaszilij Pojarkov névre keresztelték át.

## Iroodalom
- Gudrun Ziegler: Der achte Kontinent: Die Eroberung Sibiriens, Berlin 2005
- Sabine A. Gladkov: Geschichte Sibiriens, Regensburg 2003
- Bruce Lincoln: Eroberung Sibiriens, München 1996